# Tursko (Petite-Pologne)
Pour les articles homonymes, voir Tursko (homonymie).
Tursko est une localité polonaise de la gmina de Ciężkowice, située dans le powiat de Tarnów en voïvodie de Petite-Pologne.